# Tetraclaenodon
Il tetraclenodonte (gen. Tetraclaenodon) è un mammifero erbivoro estinto, forse appartenente ai fenacodontidi. Visse nel Paleocene inferiore-medio (circa 63 - 58 milioni di anni fa) e i suoi resti fossili sono stati ritrovati in Nordamerica.

## Descrizione
Questo animale era di medio-piccole dimensioni, e il cranio non raggiungeva i 10 centimetri di lunghezza; in generale, Tetraclaenodon non superava la taglia di una volpe. Al contrario di altri animali simili e successivi come Phenacodus, Tetraclaenodon era dotato di un corpo snello e leggero. 
Il cranio era stretto e allungato, e l'orbita era posizionata anteriormente. La cresta sagittale era presente ma non era rilevante, mentre la cresta occipitale sovrastava il condilo. Il muso era corto e stretto. L'aspetto generale della dentatura, priva di diastema, era simile a quella di Phenacodus, ma i canini erano grandi e taglienti. I molari superiori erano privi di mesostilo, e il terzo molare superiore era privo di ipocono. I molari inferiori erano tutti dotati di un paraconide vestigiale.
La coda era lunga e forte: erano presenti 18 vertebre caudali, e in totale poteva superare la lunghezza del corpo. Le zampe erano robuste; l'omero aveva una cresta deltoide lunga con forame entepicondilare, mentre il radio e l'ulna erano di dimensioni quasi identiche. I trocanteri del femore erano ben sviluppati, e il terzo trocantere era situato a due terzi della lunghezza del femore. Il piede era semiplantigrado, con metapodi robusti, a cinque dita, con le due dita laterali piuttosto ridotte. Le falangi ungueali erano strette e fanno pensare all'esistenza di artigli piuttosto che a zoccoli.

## Classificazione
Il genere Tetraclaenodon venne istituito da Scott nel 1892; la specie tipo è Tetraclaenodon puercensis, descritta in precedenza da Edward Drinker Cope come Protogonia puercensis e proveniente dal Paleocene inferiore del Nuovo Messico. Un'altra specie è Tetraclaenodon septentrionalis, rinvenuta in Montana. 

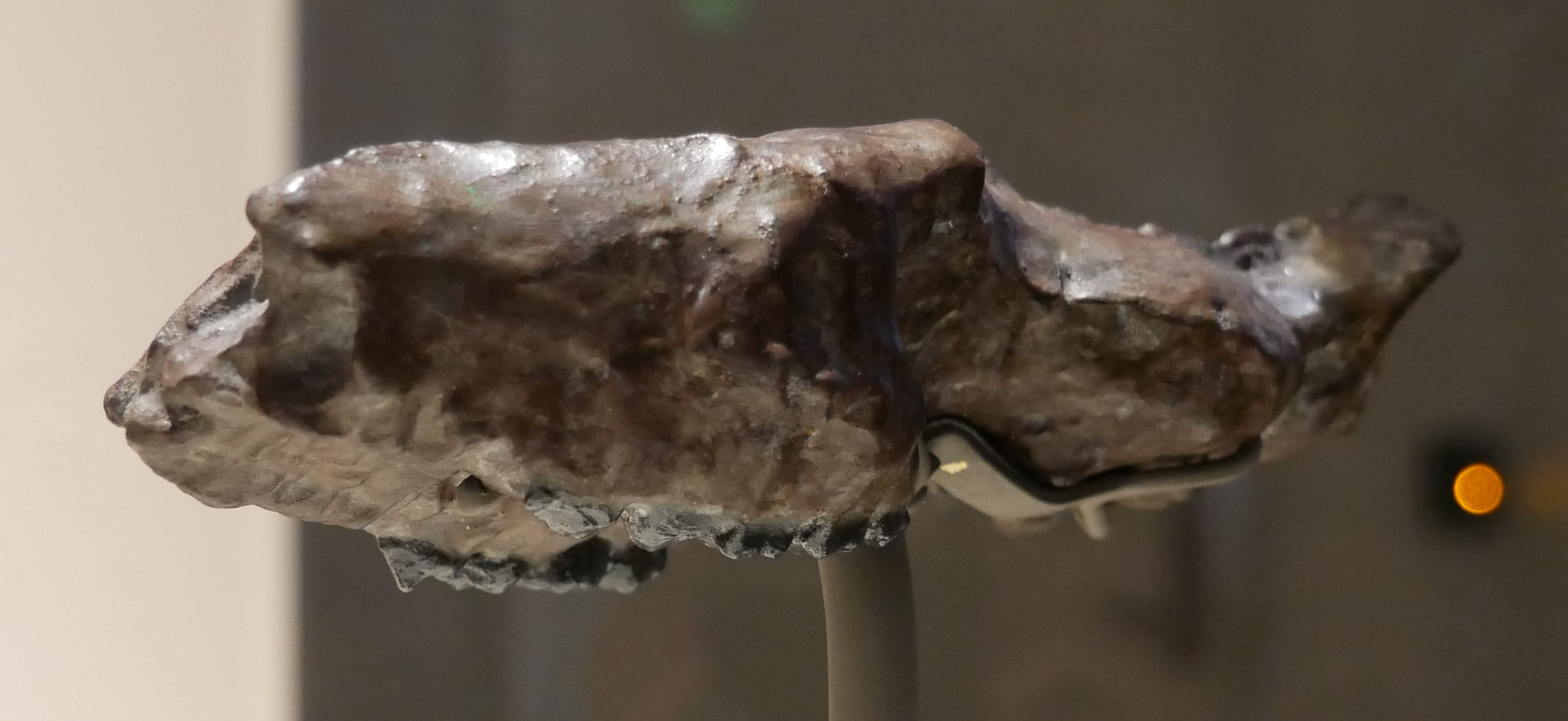
Cranio di Tetraclaenodon puercensis

Tetraclaenodon è considerato classicamente il rappresentante più primitivo dei fenacodontidi, un gruppo di mammiferi arcaici "condilartri" ritenuti vicini all'origine dei perissodattili. Revisioni recenti, tuttavia, indicherebbero che questa famiglia potrebbe non essere monofiletica: i fenacodontidi sarebbero una serie di sister taxa sempre più derivati che conducono al clade Altungulata. Secondo queste ricerche, Tetraclaenodon sarebbe il membro più basale del clade formato dai cosiddetti "fenacodontidi" e dagli Altungulata (Kondrashov e Lucas, 2012).

## Paleoecologia

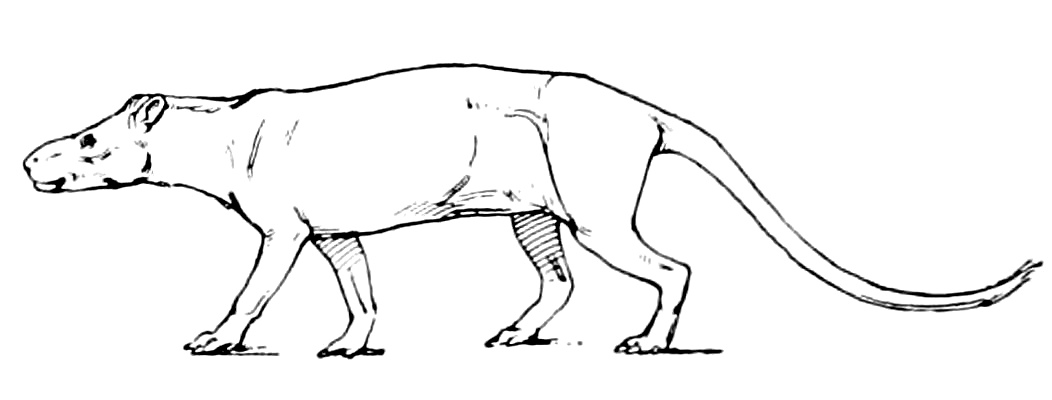
Ricostruzione di Tetraclaenodon puercensis

Tetraclaenodon era un mammifero piuttosto agile, che poteva forse arrampicarsi sugli alberi, ma che passava la maggior parte del tempo sul terreno: la struttura degli arti è quella tipica di un mammifero terricolo, ma alcune caratteristiche (tra cui la cresta deltopettorale allungata, la forma dell'omero) indicherebbero alcuni adattamenti arboricoli. Probabilmente aveva una dieta mista, ma si cibava primariamente di vegetali.